# Am Jakobskirchhof

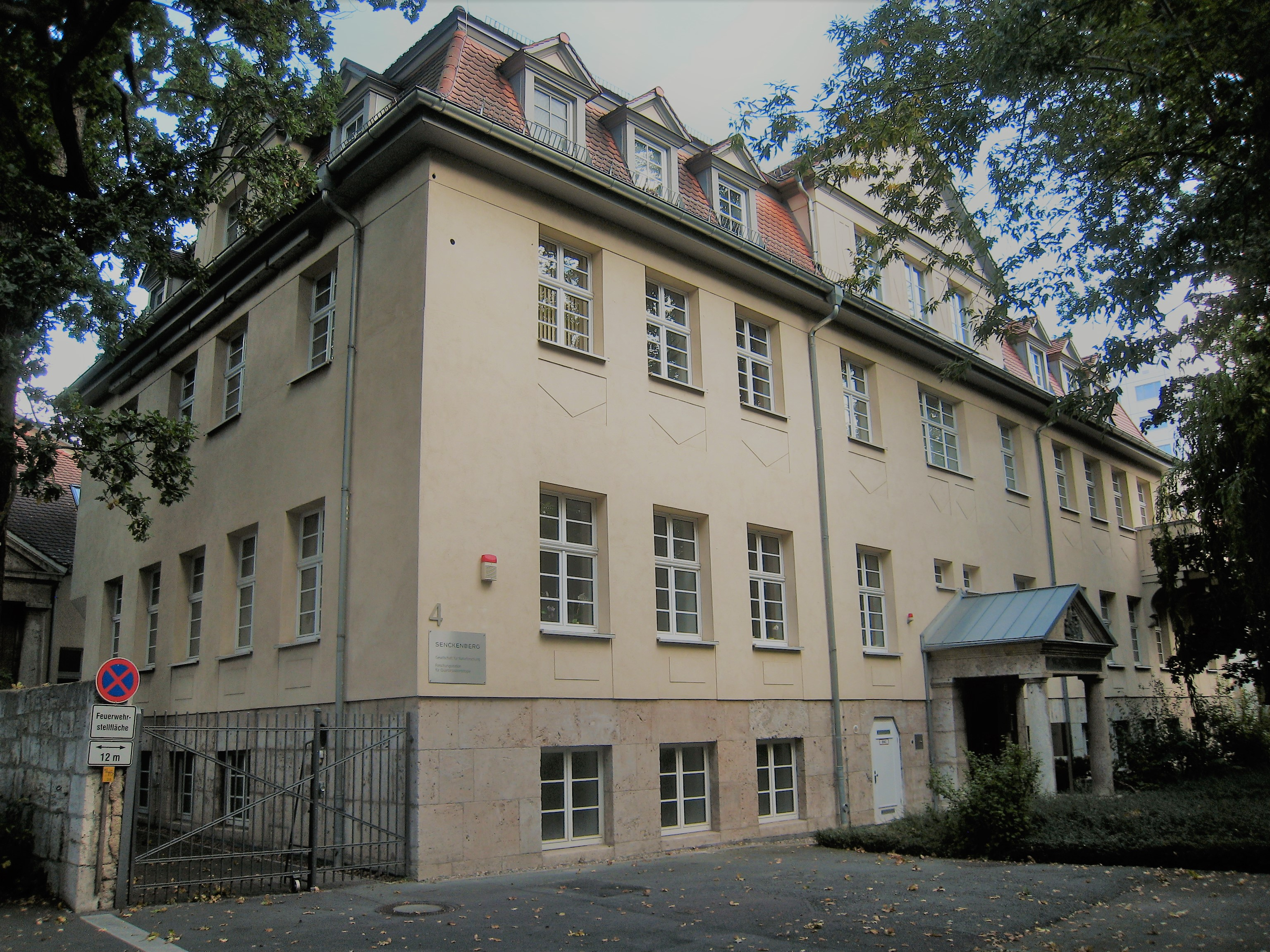
Wolfgang-Soergel-Haus (Hauptgebäude des Senckenberg-Forschungsinstituts für Quartärpaläontologie in Weimar)

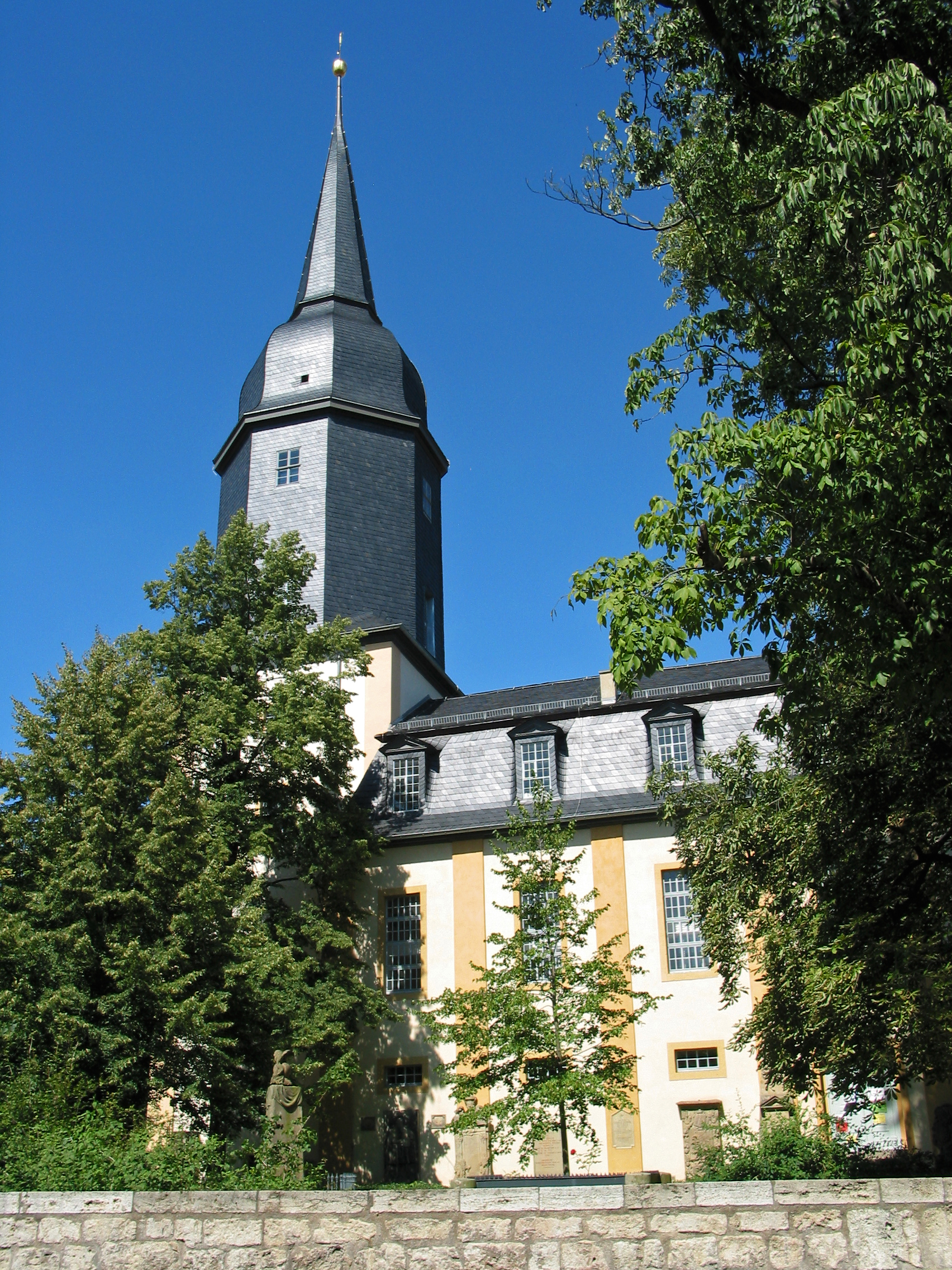
Südansicht der Jakobskirche

Der Straßenzug Am Jakobskirchhof befindet sich in der Jakobsvorstadt in Weimar. Sie ist eine Anliegerstraße bzw. ein Zufahrtsweg.
Der Straßenzug wie auch der Rollplatz in seiner heutigen Gestalt entstand erst nach der 1818 erfolgten Schließung des Jakobsfriedhofs.
Vom Rollplatz führt er sowohl nördlich als auch südlich an der Friedhofsmauer vorbei zur Jakobstraße. Auf ihn trifft die Kleine Kirchgasse. Am Kirchhof 9 befindet sich der Jakobssaal, daneben sich eine kleine Gasse parallel zur Kleinen Kirchgasse befindet, die ebenfalls zu dem Straßenzug Am Jakobskirchhof zählt. 
Der Straßenzug steht auf der Liste der Kulturdenkmale in Weimar (Sachgesamtheiten und Ensembles). Neben dem Jakobsfriedhof selbst steht das Feodoraheim Am Jakobskirchhof 4 auf der Liste der Kulturdenkmale in Weimar (Einzeldenkmale) ebenso wie die Jakobskirche.